# Серапион Антиохийский
Архиепи́скоп Серапио́н (греч. Σαραπίων, лат. Serapion, ? — 211 год) — архиепископ Антиохийский, христианский писатель. Серапион почитается как святой в Католической церкви, память 31 октября.
Серапион стал во главе Антиохийской церкви в 198 году. Известен прежде всего как обличитель ереси монтанизма, с этой целью он написал письмо к клирикам: «К Понтию и Карику», под которым подписались и другие епископы: «Аврелий Кириний мученик; Элий Публий Юлий, епископ Девельта, Фракийской колонии; Сотас, блаженный епископ Анхиальский». Письмо Серапиона «К Домнину», адресовано к человеку, который во время гонений на христиан отпал от Христианской церкви и присоединился к иудаизму. Обличая ложное и апокрифическое сочинение «Евангелие от Петра», Серапион написал для членов Росской Церкви в Киликии свой труд «О так называемом Евангелии Петра». Члены Росской Церкви в Киликии заблудились в учении, не согласном с Церковью, впали в докетизм, по причине того, что ссылались на этот апокриф. Ни одно из сочинений Серапиона не сохранилось. Сохранились лишь небольшие фрагменты от сочинений Серапиона. Эти фрагменты цитируют Евсевий Кесарийский в своей книге «Церковная история» и Иероним Стридонский в своей книге «О знаменитых мужах», в 41 главе, которая посвящена Серапиону. Отрывки из сочинений Серапиона изданы в 5 томе Греческой патрологии.